# Ljubomir Miletitsch

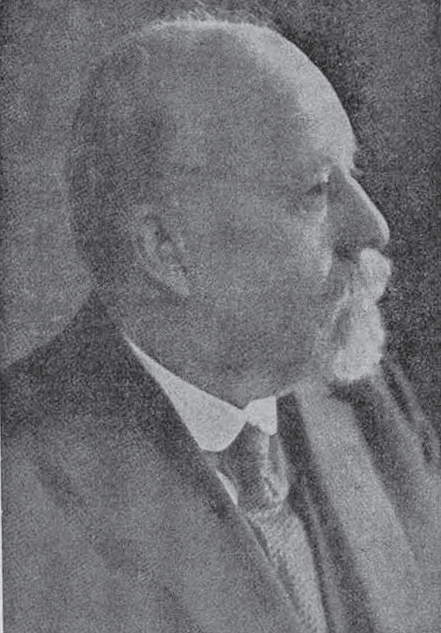
Ljubomir Miletitsch

Ljubomir Georgiew Miletitsch (bulgarisch Любомир Георгиев Милетич; * 1. Januar 1863 in Štip heute in Mazedonien; † 1. Juni 1937 in Sofia, Bulgarien) war ein bulgarischer Sprachwissenschaftler, Ethnograph, Dialektologe, Historiker und Publizist. Er war Vorsitzender der Bulgarischen Akademie der Wissenschaften sowie Mitbegründer und Vorsitzender des Makedonischen Wissenschaftlichen Instituts in Sofia.

## Leben
Ljubomir Miletitsch wurde 1863 in Štip geboren. Sein Vater Georgi Miletitsch (aus Moschorin, heute Ungarn) war Bruder des Panslawisten und Aktivisten der serbischen Nationalbewegung in Wojwodina Svetozar Miletić. Georgi Miletitsch arbeitete Mitte des 19. Jahrhunderts als bulgarischer Lehrer in verschiedenen makedonischen Städten, wie Veles (1858–1861), wo er die Mutter von Ljubomir Miletitsch, Ewka Hadschi Popdaowa heiratete und Štip (1861–1863). Über die Herkunft der Familie Miletitsch existieren verschiedene Theorien. Manche davon suchen ihren Ursprung in Kroatien, andere in Bulgarien und Bosnien. Laut serbischer Autoren waren Georgi und Svetozar Miletitsch Enkelkinder von Miletitsch Miletic aus Kaca in Südbatschka. In bulgarischen Quellen wird als Urgroßvater von Ljubomir Miletitsch Mile Wojwoda aus Thrakien genannt. Ljubomir Miletitsch selbst wuchs im Glauben auf, dass Mile Wojwoda sein Urgroßvater war und unternahm 1913 eine Reise nach Adrianopel um die Ortschaft Kiretsch zu suchen und mehr über seine Vorfahren zu erfahren. Mitte der 70er Jahre zog Georgi Miletic mit seiner Familie nach Sofia um. Ljubomir Miletitsch besuchte dort die Grund- und Mittelschule. 1876–1878 nahm Georgi Miletic am Serbisch-Osmanischen Krieg und am Russisch-Osmanischen Krieg teil. Seinen Sohn schickte er nach Novi Sad und Zagreb.
1882 beendete Ljubomir das Klassische Gymnasium in Zagreb. Mit einem Stipendium des bulgarischen Bildungsministeriums studierte er Slawischen Philologie in Zagreb und Prag. 1885 kam er nach Sofia zurück und lehrte an das neu gegründete Klassische Gymnasium Sofia. Seit 1892 unterrichtete er Philologie an der Sofioter Hochschule (die spätere Universität Sofia). Seit 1898 war er Mitglied der Bulgarischen Literarischen Gesellschaft (seit 1911 Bulgarische Akademie der Wissenschaften).
Er verteidigte den Doktortitel in Philologie und Slawische Philologie an der Universität Zagreb im Juli 1889 mit dem Werk О članu u bugarskom jeziku (bulg. Членът в българския език / Der Artikel in der bulgarische Sprache). Zwischen 1903 und 1904 war er Dekan der Fakultät für Geschichte und Philologie der Sofioter Universität; von 1900 bis 1901 und von 1921 bis 1933 war er Rektor der Universität.
Von 1926 bis zu seinem Tod war er Vorsitzender der Bulgarischen Akademie der Wissenschaften. 1901 wurde er als korrespondierendes Mitglied in die Russische Akademie der Wissenschaften in Sankt Petersburg aufgenommen. Miletitsch war 1923 einer der Gründer des Mazedonischen Wissenschaftsinstituts und ab 1928 bis zu seinem Tod sein Vorsitzender.
Seit 2009 ist der Miletich Point ihm zu Ehren benannt, eine Landspitze von Greenwich Island in der Antarktis.

## Schriften
Ljubomir Miletitsch hinterlässt mehr als 400 Werke: Bücher, Monographien, Kritiken, Studien etc., ein Großteil davon in deutsche, französische, serbokroatische und russische Sprache verfasst. Er ist Autor und einer der ersten Wissenschaftler, die sich mit der bulgarischen Grammatik, Dialekten, Mundarten und thrakische Thematik auseinandersetzten. Einige seiner wichtigsten Werke hier sind „Für Thrakien“ (bulg. За Тракия), „Heimisches Thrakien“ (bulg. Родна Тракия), „Westthrakien und der Vertrag von Neuilly-sur-Seine“ (bulg. Западна Тракия и договорът за мир в Ньой), „Die Geschichte der Gjumjurdschina Republik“ (bulg. История на Гюмюрджинската република). Einige weitere seiner Werke sind unter anderem:
- „Нови влахо-български грамоти от Брашов“, 1896
- „Die Dako-romanen und ihr slawisches Alphabet“ (aus dem bulg. Дако-ромъните и тяхната славянска писменост. Часть II. Нови влахо-български грамоти от Брашов). In: Сборник за Народни Умотворения, Наука и Книжнина, Band XIII, Sofia, 1896
- „Das Ostbulgarische“, Wien, 1903
- „Коприщенски дамаскин. Новобългарски паметник от XVII век“, Бълг. старини, кн. II, София, 1908
- „Die Rhodopenmundarten der bulgarische Sprache“, Wien, 1911
- „Documents sur les atrocités grecques. extraits du livre de L. Milétitch "Atrocités grecques en Macédonie"“, Sofia 1913,
- „Die Vernichtung der thrakischen Bulgaren im Jahre 1913“ (bulg. Разорението на тракийскитеѣ българи презъ 1913 година), Sofia 1918,
- „Altbulgarische Grammatik verglichen mit der neubulgarische Sprache“, nach den von August Leskien verfassten „Handbuch der altbulgarischen (altkirchenslavischen) Sprache“, Heidelberg, 1922, jedoch erweitert von Miletitsch mit den vergleichenden Materialien über das Neubulgarische und seine Dialekte.
- „Свищовски дамаскин. Новобългарски паметник от XVIII век“, Бълг. старини, кн. VII, София, 1923
- „Седмоградските българи и техният език“, 1926
- Движението отсам Вардара и борбата с върховистите по спомени на Яне Сандански, Черньо Пеев, Сава Михайлов, Хр. Куслев, Ив. Анастасов Гърчето, Петър Хр. Юруков и Никола Пушкаров; съобщава Л. Милетич, София, Печатница П. Глушков, 1927, поредица "Материяли за историята на македонското освободително движение", Издава "Македонският Научен Институт", Книга VII.
- „I. In Makedonien und Ostthrakien. Erinnerungen von Michail Gerdschikow, II. Der Erste Zentrale Komitee von IMRO , Erinnerungen von Christo Tatartschew“ in „Materialien für die Geschichte des makedonischen Freiheitskampfes“ (bulg. Материяли за историята на македонското освободително движение), Sofia 1928
- „Единството на българския език в неговите наречия“, 1929
- „Към историята на българското аналитично склонение“, 1935